# جول مدرم (المسيمير)

تعديل مصدري - تعديل

جول مدرم هي إحدى قرى عزلة المسيمير بمديرية المسيمير التابعة لمحافظة لحج، بلغ تعداد سكانها 936 نسمة حسب تعداد اليمن لعام 2004.